# Pallacanestro ai Giochi della XXX Olimpiade - Torneo maschile
Il torneo maschile di pallacanestro ai Giochi della XXX Olimpiade si è svolto tra il 29 luglio e il 12 agosto 2012. La finale è stata vinta dagli Stati Uniti contro la Spagna con il punteggio di 107-100. La medaglia di bronzo è andata alla Russia.

## Risultati

### Prima fase a gruppi
La prima fase a gruppi prevede che le prime quattro squadre di ciascun gruppo accedano ai quarti di finale. In caso di parità tra due squadre, si tiene conto del risultato dello scontro diretto. In caso di parità fra tre o più squadre, si considerano esclusivamente i risultati tra le squadre a pari punti; se persiste la parità, si valuta la media canestri nei soli scontri diretti, e successivamente - se persiste la parità - in tutti gli incontri disputati.

#### Gruppo A
| Squadra     | Pt | G | V | P | PF  | PS  | DP   |
| ----------- | -- | - | - | - | --- | --- | ---- |
| Stati Uniti | 10 | 5 | 5 | 0 | 589 | 398 | +191 |
| Francia     | 9  | 5 | 4 | 1 | 376 | 378 | -2   |
| Argentina   | 8  | 5 | 3 | 2 | 448 | 424 | +24  |
| Lituania    | 7  | 5 | 2 | 3 | 395 | 399 | -4   |
| Nigeria     | 6  | 5 | 1 | 4 | 338 | 456 | -118 |
| Tunisia     | 5  | 5 | 0 | 5 | 320 | 411 | -91  |

##### Risultati
1ª giornata
| Arbitri: | Ilija Belošević Marcos Benito Rabah Noujaim |

|          |          |                 |
| Aminu 15 | Punti    | 18 Rzig         |
| Skinn 3  | Assist   | 3 tre giocatori |
| Diogu 10 | Rimbalzi | 2 Slimane       |

| Arbitri: | Cristiano Maranho Saša Pukl Michael Aylen |

|                    |          |           |
| Durant 22          | Punti    | 12 Traoré |
| James 8            | Assist   | 3 de Colo |
| Chandler, Durant 9 | Rimbalzi | 9 Turiaf  |

| Arbitri: | Carl Jungebrand José Carrion Vaughan Mayberry |

|             |          |             |
| Scola 32    | Punti    | 20 Kleiza   |
| Ginóbili 6  | Assist   | 5 Kalnietis |
| Ginóbili 10 | Rimbalzi | 7 Kleiza    |

2ª giornata
| Arbitri: | Cristiano Maranho Stephen Seibel Vitalis Gode |

|                |          |                       |
| Songaila 12    | Punti    | 12 Diogu, Al-F. Aminu |
| Jasikevičius 9 | Assist   | 2 Al-F. Aminu         |
| Kleiza 6       | Rimbalzi | 11 Al-F. Aminu        |

| Arbitri: | Juan Arteaga Marcos Benito Luigi Lamonica |

|           |          |             |
| Parker 17 | Punti    | 26 Ginóbili |
| Parker 5  | Assist   | 8 Prigioni  |
| Batum 7   | Rimbalzi | 8 Scola     |

| Arbitri: | Vaughan Charles Mayberry Samir Abaakil Oļegs Latiševs |

|                 |          |                  |
| Ben Romdhane 22 | Punti    | 16 Anthony, Love |
| Kechrid, Rzig 3 | Assist   | 7 Paul           |
| Ben Romdhane 12 | Rimbalzi | 10 Durant        |

3ª giornata
| Arbitri: | Christos Christodoulou Ilija Belošević Jorge Vázquez |

|           |          |                |
| Parker 27 | Punti    | 18 Pocius      |
| Diaw 8    | Assist   | 5 Jasikevičius |
| Turiaf 10 | Rimbalzi | 7 Kleiza       |

| Arbitri: | Guerrino Cerebuch Michael Aylen Boris Ryžik |

|             |          |           |
| Ginóbili 24 | Punti    | 19 Mejri  |
| Campazzo 7  | Assist   | 6 Laghnej |
| Scola 10    | Rimbalzi | 14 Mejri  |

| Arbitri: | Juan Arteaga Robert Lottermoser Elena Chernova |

|               |          |               |
| Anthony 37    | Punti    | 27 Diogu      |
| Williams 11   | Assist   | 4 Al-F. Aminu |
| Davis, Love 6 | Rimbalzi | 7 Diogu       |

4ª giornata
| Arbitri: | Guerrino Cerebuch William Kennedy Vaughan Mayberry |

|                  |          |           |
| Hdidane 20       | Punti    | 22 Parker |
| Laghnej, Mejri 3 | Assist   | 5 Diaw    |
| Ben Romdhane 8   | Rimbalzi | 8 Batum   |

| Arbitri: | Recep Ankaralı Luigi Lamonica Marcos Fornies Benito |

|                        |          |                   |
| Kleiza 25              | Punti    | 20 Anthony, James |
| Jasikevičius, Pocius 6 | Assist   | 6 Paul            |
| Pocius 7               | Rimbalzi | 8 Love            |

| Arbitri: | Cristiano Maranho Michael Aylen Samir Abaakil |

|               |          |            |
| Diogu 6       | Punti    | 22 Scola   |
| Al-F. Aminu 5 | Assist   | 8 Ginóbili |
| Diogu 11      | Rimbalzi | 6 Nocioni  |

5ª giornata
| Arbitri: | Juan Arteaga Saša Pukl Felicia Grinter |

|          |          |                           |
| Rzig 17  | Punti    | 13 Jasikevičius, Songaila |
| Mejri 3  | Assist   | 9 Kalnietis               |
| Mejri 12 | Rimbalzi | 6 Kleiza, Valančiūnas     |

| Arbitri: | Recep Ankaralı Michael Aylen Rabah Noujaim |

|               |          |                     |
| Batum 23      | Punti    | 35 Oguchi           |
| Parker 7      | Assist   | 2 tre giocatori     |
| Batum, Diaw 6 | Rimbalzi | 7 Ala. Aminu, Diogu |

| Arbitri: | Christos Christodoulou Ilija Belošević Stephen Seibel |

|             |          |                  |
| Ginóbili 16 | Punti    | 28 Durant        |
| Campazzo 7  | Assist   | 7 Paul           |
| Ginóbili 5  | Rimbalzi | 9 Iguodala, Love |

#### Gruppo B
| Squadra       | Pt | G | V | P | PF  | PS  | DP   | SD  |
| ------------- | -- | - | - | - | --- | --- | ---- | --- |
| Russia        | 9  | 5 | 4 | 1 | 400 | 359 | +41  | 1-0 |
| Brasile       | 9  | 5 | 4 | 1 | 402 | 349 | +53  | 0-1 |
| Spagna        | 8  | 5 | 3 | 2 | 414 | 394 | +20  | 1-0 |
| Australia     | 8  | 5 | 3 | 2 | 410 | 373 | +37  | 0-1 |
| Gran Bretagna | 6  | 5 | 1 | 4 | 380 | 405 | -25  |     |
| Cina          | 5  | 5 | 0 | 5 | 313 | 439 | -126 |     |

##### Risultati
1ª giornata
| Arbitri: | Guerrino Cerebuch William Kennedy Christos Christodoulou |

|                       |          |                  |
| Leandrinho 16         | Punti    | 20 Mills         |
| Marcelinho Huertas 10 | Assist   | 4 Mills, Nielsen |
| Anderson 7            | Rimbalzi | 8 Andersen       |

| Arbitri: | Luigi Lamonica Felicia Grinter Fernando Sampietro |

|             |          |           |
| P. Gasol 21 | Punti    | 30 Yi J.  |
| M. Gasol 5  | Assist   | 5 Chen J. |
| P. Gasol 11 | Rimbalzi | 12 Yi J.  |

| Arbitri: | Pablo Estévez Jorge Vázquez Stephen Seibel |

|              |          |                  |
| Kirilenko 35 | Punti    | 26 Deng          |
| Šved 13      | Assist   | 3 Deng, Reinking |
| Šved 6       | Rimbalzi | 10 Freeland      |

2ª giornata
| Arbitri: | Saša Pukl Robert Lottermoser William Kennedy |

|            |          |                 |
| Yi J. 16   | Punti    | 16 Kirilenko    |
| Jianghua 4 | Assist   | 6 Šved, Chrjapa |
| Yi J. 7    | Rimbalzi | 12 Chrjapa      |

| Arbitri: | Carl Jungebrand Borys Ryschyk José Carrion |

|               |          |                 |
| Ingles 12     | Punti    | 20 P. Gasol     |
| Dellavedova 4 | Assist   | 3 tre giocatori |
| Andersen 7    | Rimbalzi | 12 Reyes        |

| Arbitri: | Recep Ankaralı Ilija Belošević Fernando Sampietro |

|                           |          |                      |
| Mensah-Bonsu, Reinking 13 | Punti    | 21 Tiago             |
| Deng 7                    | Assist   | 6 tre giocatori      |
| Mensah-Bonsu 12           | Rimbalzi | 8 Marcelinho Huertas |

3ª giornata
| Arbitri: | Recep Ankaralı Pablo Estévez Stephen Seibel |

|               |          |                   |
| Mills 20      | Punti    | 21 Wang S.        |
| Ingles 7      | Assist   | 3 Wang S.         |
| Worthington 8 | Rimbalzi | 12 Wang Z., Yi J. |

| Arbitri: | José Carrion Luigi Lamonica Rabah Noujaim |

|               |          |                 |
| Leandrinho 16 | Punti    | 19 Kirilenko    |
| Marquinhos 4  | Assist   | 6 Šved          |
| Nenê 10       | Rimbalzi | 7 Monja, Mozgov |

| Arbitri: | William Kennedy Saša Pukl Oļegs Latiševs |

|                 |          |         |
| Calderón 19     | Punti    | 26 Deng |
| Fernández 7     | Assist   | 7 Deng  |
| San Emeterio 10 | Rimbalzi | 9 Deng  |

4ª giornata
| Arbitri: | Christos Christodoulou Jorge Vázquez Fernando Sampietro |

|              |          |             |
| Fridzon 24   | Punti    | 20 P. Gasol |
| Ponkrašov 11 | Assist   | 3 Rodríguez |
| Mozgov 9     | Rimbalzi | 9 P. Gasol  |

| Arbitri: | Carl Jungebrand Boris Ryžik Oļegs Latiševs |

|         |          |               |
| Zhu 13  | Punti    | 14 Marquinhos |
| Chen 2  | Assist   | 6 Taylor      |
| Yi J. 6 | Rimbalzi | 13 Anderson   |

| Arbitri: | Juan Arteaga José Carrion Robert Lottermoser |

|             |          |                  |
| Freeland 16 | Punti    | 39 Mills         |
| Archibald 4 | Assist   | 4 Ingles, Newley |
| Freeland 7  | Rimbalzi | 8 Newley         |

5ª giornata
| Arbitri: | Carl Jungebrand Luigi Lamonica Samir Abaakil |

|               |          |                 |
| Ingles 20     | Punti    | 18 Kaun         |
| Dellavedova 7 | Assist   | 8 Chrjapa       |
| Dellavedova 6 | Rimbalzi | 6 tre giocatori |

| Arbitri: | Cristiano Maranho Fernando Sampietro Vaughan Mayberry |

|             |          |            |
| Achara 16   | Punti    | 11 Wang Z. |
| Lawrence 6  | Assist   | 4 Liu      |
| Archibald 9 | Rimbalzi | 14 Yi L.   |

| Arbitri: | Pablo Estévez Jorge Vázquez Robert Lottermoser |

|                 |          |                      |
| P. Gasol 25     | Punti    | 23 Leandrinho        |
| tre giocatori 4 | Assist   | 6 Marcelinho Huertas |
| P. Gasol 7      | Rimbalzi | 7 Anderson           |

### Fase ad eliminazione diretta
|  | Quarti 8 agosto | Quarti 8 agosto |             |        | Semifinale 10 agosto | Semifinale 10 agosto |  |  | Finale 12 agosto | Finale 12 agosto |
|  |                 |                 |             |        |                      |                      |  |  |                  |                  |
|  |                 |                 |             |        |                      |                      |  |  |                  |                  |
|  |                 |                 |             |        |                      |                      |  |  |                  |                  |
|  | Brasile         | 77              |             |        |                      |                      |  |  |                  |                  |
|  | Brasile         | 77              |             |        |                      |                      |  |  |                  |                  |
|  | Argentina       | 82              |             |        |                      |                      |  |  |                  |                  |
|  | Argentina       | 82              | Argentina   | 83     |                      |                      |  |  |                  |                  |
|  |                 |                 | Argentina   | 83     |                      |                      |  |  |                  |                  |
|  |                 | Stati Uniti     | 109         |        |                      |                      |  |  |                  |                  |
|  | Stati Uniti     | Stati Uniti     | 109         | 119    |                      |                      |  |  |                  |                  |
|  | Stati Uniti     |                 |             | 119    |                      |                      |  |  |                  |                  |
|  | Australia       | 86              |             |        |                      |                      |  |  |                  |                  |
|  | Australia       | 86              | Stati Uniti | 107    |                      |                      |  |  |                  |                  |
|  |                 |                 | Stati Uniti | 107    |                      |                      |  |  |                  |                  |
|  |                 | Spagna          | 100         |        |                      |                      |  |  |                  |                  |
|  | Francia         | Spagna          | 100         | 59     |                      |                      |  |  |                  |                  |
|  | Francia         |                 |             | 59     |                      |                      |  |  |                  |                  |
|  | Spagna          | 66              |             |        |                      |                      |  |  |                  |                  |
|  | Spagna          | 66              | Spagna      | 67     | 3º posto             | 3º posto             |  |  |                  |                  |
|  |                 |                 | Spagna      | 67     | 3º posto             | 3º posto             |  |  |                  |                  |
|  |                 | Russia          | 59          |        |                      |                      |  |  |                  |                  |
|  | Russia          | Russia          | 59          | 83     | Argentina            | 77                   |  |  |                  |                  |
|  | Russia          |                 |             | 83     | Argentina            | 77                   |  |  |                  |                  |
|  | Lituania        | 74              |             | Russia | 81                   |                      |  |  |                  |                  |
|  | Lituania        | 74              |             |        | 81                   |                      |  |  |                  |                  |
|  |                 |                 |             |        |                      |                      |  |  |                  |                  |
|  |                 |                 |             |        |                      |                      |  |  |                  |                  |

#### Quarti di finale
| Arbitri: | Carl Jungebrand Pablo Estévez Michael Aylen |

|              |          |                 |
| Kirilenko 19 | Punti    | 19 Kaukėnas     |
| Chrjapa 8    | Assist   | 3 tre giocatori |
| Kirilenko 13 | Rimbalzi | 9 Valančiūnas   |

| Arbitri: | Cristiano Maranho William Kennedy Christos Christodoulou |

|                 |          |                       |
| Diaw, Parker 15 | Punti    | 14 M. Gasol           |
| Diaw 5          | Assist   | 3 P. Gasol, Fernández |
| Diaw 8          | Rimbalzi | 11 P. Gasol           |

| Arbitri: | Juan Arteaga José Carrion Recep Ankaralı |

|                                   |          |            |
| Leandrinho, Marcelinho Huertas 22 | Punti    | 17 Scola   |
| Marcelinho Huertas] 5             | Assist   | 8 Prigioni |
| Nenê 12                           | Rimbalzi | 8 Ginóbili |

| Arbitri: | Luigi Lamonica Fernando Sampietro Samir Abaakil |

|           |          |          |
| Bryant 20 | Punti    | 26 Mills |
| James 12  | Assist   | 6 Ingles |
| James 14  | Rimbalzi | 8 Ingles |

#### Semifinali
| Arbitri: | Luigi Lamonica Ilija Belošević Marcos Benito |

|                               |          |             |
| P. Gasol 16                   | Punti    | 14 Kaun     |
| Navarro, Calderón, M. Gasol 3 | Assist   | 7 Šved      |
| P. Gasol 12                   | Rimbalzi | 8 Kirilenko |

| Arbitri: | Carl Jungebrand Recep Ankaralı Robert Lottermoser |

|             |          |               |
| Ginóbili 18 | Punti    | 19 Durant     |
| Prigioni 6  | Assist   | 7 James, Paul |
| Delfino 5   | Rimbalzi | 9 Love        |

#### Finali
3º-4º posto
| Arbitri: | Juan Arteaga Josè Carrion William Kennedy |

|             |          |             |
| Ginóbili 21 | Punti    | 25 Šved     |
| Prigioni 7  | Assist   | 7 Šved      |
| Nocioni 7   | Rimbalzi | 8 Kirilenko |

1º-2º posto
| Arbitri: | Cristiano Maranho Christos Christodoulou Michael Aylen |

|                                                                                                   |            | |
| Durant 30                                                                                         | Punti      | 24 P. Gasol                                                                                                 |
| James 4                                                                                           | Assist     | 7 P. Gasol                                                                                                  |
| Durant, Love 9                                                                                    | Rimbalzi   | 9 P. Gasol                                                                                                  |
| Chandler, James, Bryant, Durant, Paul Westbrook, Williams, Iguodala, Love, Harden, Anthony, Davis | Formazioni | M. Gasol, P. Gasol, Navarro, Calderón, Fernández Rodríguez, Reyes, Claver, San Emeterio, Llull, Ibaka, Sada |
| Mike Krzyzewski                                                                                   | Allenatori | Sergio Scariolo                                                                                             |

## Classifica finale
| Campione olimpico | Campione olimpico | Campione olimpico |
| --- | ----------------- | --- |
| Stati Uniti4 Chandler, 5 Durant, 6 James, 7 Westbrook, 8 Williams, 9 Iguodala, 10 Bryant, 11 Love, 12 Harden, 13 Paul, 14 Davis, 15 Anthony, All. Mike Krzyzewski |                   | |
| Argento | Spagna            | Spagna4 P. Gasol, 5 Fernández, 6 Rodríguez, 7 Navarro, 8 Calderón, 9 Reyes, 10 Claver, 11 San Emeterio, 12 Llull, 13 M. Gasol, 14 Ibaka, 15 Sada, All. Sergio Scariolo                      |
| Bronzo | Russia            | Russia4 Šved, 5 Mozgov, 6 Karasëv, 7 Fridzon, 8 Kaun, 9 Voronov, 10 Chrjapa, 11 Antonov, 12 Monja, 13 Chvostov, 14 Ponkrašov, 15 Kirilenko, All. David Blatt                                |
| 4. | Argentina         | Argentina4 Scola, 5 Ginóbili, 6 Mata, 7 L. Gutiérrez, 8 Prigioni, 9 J.P. Gutiérrez, 10 Delfino, 11 Campazzo, 12 Leiva, 13 Nocioni, 14 Jasen, 15 Kammerichs, All. Julio Lamas                |
| 5. | Brasile           | Brasile4 Marcelinho, 5 Raulzinho, 6 Caio Torres, 7 Taylor, 8 Alex, 9 Marcelinho Huertas, 10 Leandrinho, 11 Anderson, 12 Guilherme, 13 Nenê, 14 Marquinhos, 15 Tiago, All. Rubén Magnano     |
| 6. | Francia           | Francia4 Séraphin, 5 Batum, 6 Causeur, 7 Diawara, 8 Traoré, 9 Parker, 10 Bokolo, 11 Piétrus, 12 de Colo, 13 Diaw, 14 Turiaf, 15 Gelabale, All. Vincent Collet                               |
| 7. | Australia         | Australia4 Crawford, 5 Mills, 6 Gibson, 7 Ingles, 8 Newley, 9 Dellavedova, 10 Barlow, 11 Worthington, 12 Baynes, 13 Andersen, 14 Nielsen, 15 Marić, All. Brett Brown                        |
| 8. | Lituania          | Lituania4 Kaukėnas, 5 Kalnietis, 6 Mačiulis, 7 Pocius, 8 Jasaitis, 9 Songaila, 10 Seibutis, 11 Kleiza, 12 Jankūnas, 13 Jasikevičius, 14 Valančiūnas, 15 Kavaliauskas, All. Kęstutis Kemzūra |
| 9. | Gran Bretagna     | Gran Bretagna4 Achara, 5 Lawrence, 6 Lenzly, 7 Mensah-Bonsu, 8 Sullivan, 9 Deng, 10 Archibald, 11 Freeland, 12 Reinking, 13 Clark, 14 Johnson, 15 Boateng, All. Chris Finch                 |
| 10. | Nigeria           | Nigeria4 Skinn, 5 Ibekwe, 6 Diogu, 7 Al-F. Aminu, 8 Dagunduro, 9 Oguchi, 10 Archibong, 11 Oruche, 12 Ugboaja, 13 Obasohan, 14 Ala. Aminu, 15 Oyedeji, All. Ayo Bakare                       |
| 11. | Tunisia           | Tunisia4 Slimane, 5 Laghnej, 6 Knioua, 7 el-Mabrouk, 8 Kechrid, 9 Hdidane, 10 Hafsi, 11 Ghyaza, 12 Ben Romdhane, 13 Rzig, 14 Gaddour, 15 Mejri, All. Adel Tlatli                            |
| 12. | Cina              | Cina4 Ding, 5 Liu, 6 Yi L., 7 Wang S., 8 Zhu, 9 Sun, 10 Zhang, 11 Yi J., 12 Guo, 13 Chen, 14 Wang Z., 15 Zhou, All. Bob Donewald                                                            |